# Zvole (district de Šumperk)
Pour les articles homonymes, voir Zvole.
Zvole (en allemand : Schmole) est une commune du district de Šumperk, dans la région d'Olomouc, en République tchèque. Sa population s'élevait à 851 habitants en 2023.

## Géographie
Zvole se trouve à 6 km au sud-est du centre de Zábřeh, à 16 km au sud-sud-ouest de Šumperk, à 37 km au nord-ouest d'Olomouc et à 180 km à l'est-sud-est de Prague.
La commune est limitée par Rájec et Leština au nord, par Hrabová et Bohuslavice à l'est, par Lukavice au sud, et par Jestřebí à l'ouest.

## Histoire
La première mention écrite de la localité date de 1273.

## Transports
Par la route, Zvole se trouve à 6 km de Zábřeh, à 19 km de Šumperk, à 41 km d'Olomouc et à 220 km de Prague.